# Herbert Fischerauer

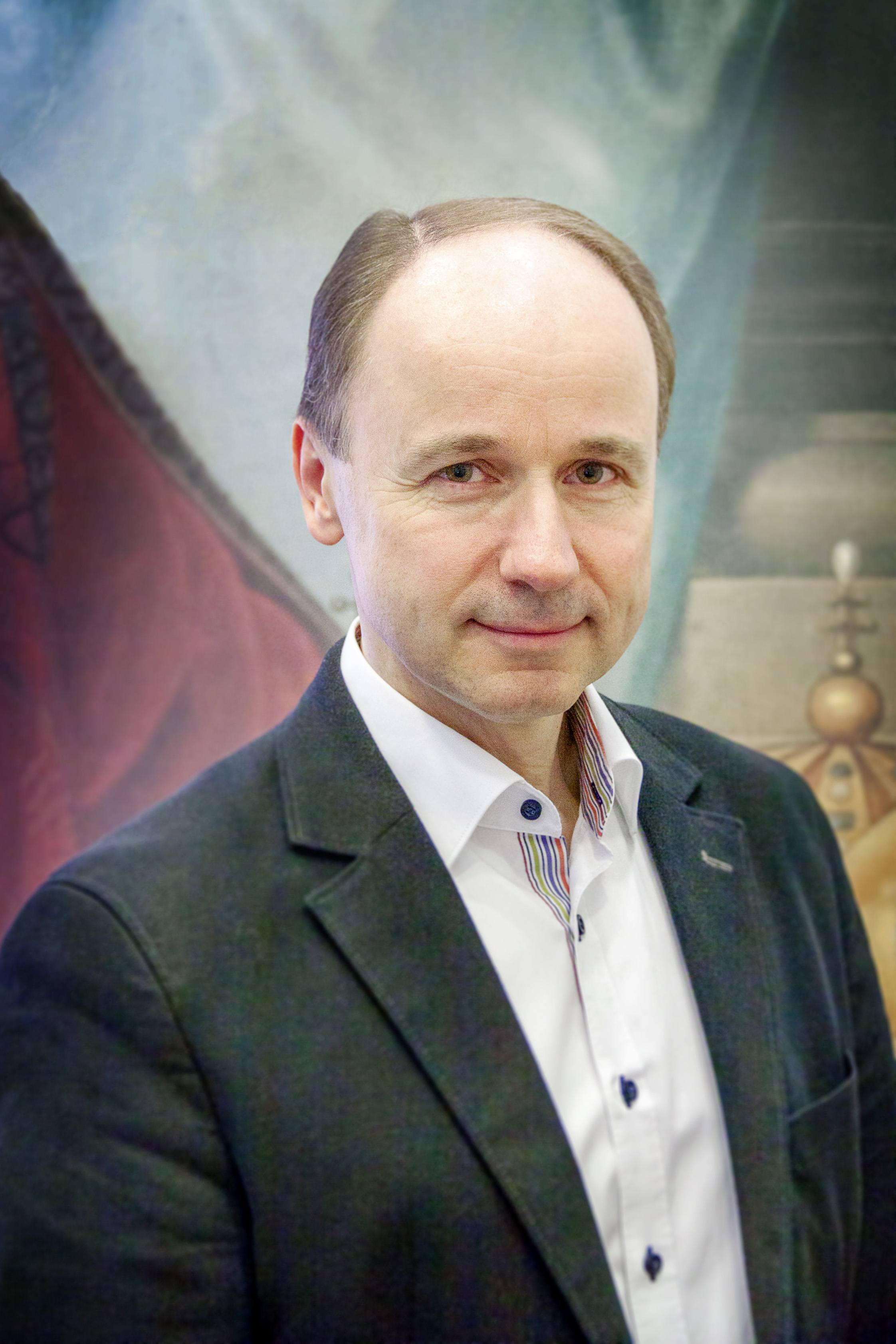
Herbert Fischerauer (2015)

Herbert Fischerauer (* 1966 in Wien) ist ein österreichischer Sänger, Schauspieler und Kulturmanager.

## Leben
Seine künstlerische Ausbildung erhielt er bei den Wiener Mozart-Sängerknaben, an der Hochschule für Sologesang und Darstellende Kunst in Wien sowie im Konservatorium der Stadt Wien, wo er die Staatliche Reifeprüfung ablegte. 
Er hatte Engagements als Tenorbuffo, Sänger und Schauspieler in Österreich, Deutschland und der Schweiz sowie Gastauftritte in Belgien und Japan. Er ist Gründer, Vorsitzender und seit 1996 Geschäftsführer des Vereins „Kunst auf Rädern“. Der sozial-caritative Verein organisierte bisher ca. 1800 Konzerte für die ältere Generation, darunter Inszenierungen von Revuen, Showprogrammen und Galakonzerten. 1999 und 2000 war er Intendant des OÖ Kultursommers Windischgarsten.
Seit dem Jahr 2000 ist er Vorsitzender der Heinrich Strecker-Gesellschaft in Baden. Er ist Organisator und künstlerischer Leiter des seit 2001 stattfindenden Internationalen Heinrich Strecker Gesangswettbewerbes für Oper, Operette, Musical und Wienerlied - Cross Over Competition. Unter der Regie und mit einer textlichen Neufassung von Herbert Fischerauer fand im Juni 2002 die Uraufführung der Operette „Honeymoon“ von Heinrich Strecker in Baden statt. Bei der ersten Eigenveranstaltung des Badener Kulturamtes, der Musicalproduktion „Das musikalische Himmelbett“ im April 2004 führte er Regie. 2006 wurde er künstlerischer Direktor/Koordinator des Kaiserball/Le Grand Bal/Hofburg Silvesterball in der Wiener Hofburg. Das „Badener Rosenfest“ steht wie der „Ball Royale der Stadt Baden“ ebenfalls unter seiner künstlerischen Leitung. Als Geschäftsführer des Wiener Opernball Orchesters ist er seit 2022 tätig. 

## Auszeichnungen
- 2007 Kulturpreis der Stadt Baden in der Kategorie Bühne
- 2011 Kaiser Friedrich Medaille
- 2011 Goldenes Ehrenzeichen für Verdienste um die Republik Österreich (1952)[3].
- 2012 Kulturpreis des Rotary Club Baden
- 2016 Silbernes Ehrenzeichen für Verdienste um das Bundesland Niederösterreich
- 2022 Verleihung des Berufstitels "Professor"[4]